# Mageia
«Mageia» (грец. μαγεία — чарівний) — дистрибутив Linux, який розвивається силами незалежної спільноти ентузіастів. Є форком Mandriva Linux.

## Історія
У вересні 2010 року компанія «Mandriva» у зв'язку з фінансовими труднощами ліквідувала свій підрозділ Edge-IT, в результаті чого було звільнено більшість розробників дистрибутиву Mandriva Linux.
2 вересня 2010 року компанія «Edge IT», одна з дочірніх компаній Mandriva, була в процесі ліквідації, яка діяла до 17 вересня, всі підрозділи Mandriva були ліквідовані, а працівники були звільнені.
18 вересня 2010 року було оголошено про створення нового Linux-дистрибутиву Mageia, форк Mandriva Linux, і однойменної некомерційної організації. Основну частину розробників дистрибутиву становлять звільнені співробітники «Mandriva».

## Стільниця
Як і в багатьох інших дистрибутивах, в Mageia доступні всі ключові графічні оболонки. Однак, як і в Mandrake/Mandriva основним і найбільш використовуваним графічним робочим столом є KDE (K Desktop Environment). Для користувачів є вибір з KDE і GNOME при використанні міні-DVD образу, і будь-яке з оточень при використанні повноцінного DVD образу, де також доступні LXDE, Razor-Qt і Enlightenment.

## Розробка
Mageia розроблялась в циклі, що становив 9 місяців. Кожен реліз підтримувався рівно два цикли, що становить 18 місяців.
Всі свіжі, невипробувані пакети потрапляють в репозиторій «Cauldron» (котел), звідки в подальшому в ході налагодження і тестування, потрапляють в репозиторій testing, а потім досягнувши стабілізації, потрапляють в стабільні репозиторії, доступні для використання. Дистрибутив пропонує користувачеві можливості самому вирішувати, чи потрібні йому стабільні пакети, чи свіжіші, через підключення репозиторіїв testing і cauldron.
Зріз пакетів зі сховища cauldron, у свою чергу, може бути використаний як окремий дистрибутив з найсвіжішими пакетами доступними для mageia, але як правило це пов'язане з невеликими проблемами, помилками і нестабільністю.

## Історія версій
1 червня 2011 року вийшла перша версія Mageia. 22 травня 2012 року вийшла друга версія Mageia. 19 травня 2013 року вийшла третя версія Mageia. Дистрибутив заснований на ядрі Linux 3.8 і підтримує архітектури i586 і x86 64. В FTP-сховищі доступні образи з Mageia, що використовує як графічне середовище KDE 4.10.2 або GNOME 3.6, крім того, заявлена підтримка LXDE, XFCE, Razor-Qt і E17.
1 лютого 2014 року анонсована четверта версія Mageia. До випуску увійшли: RPM 4.11, Kernel 3.12.8, Syslinux 6.02, systemd 208, Perl 5.18.1, Mesa 10.0.2, LibreOffice 4.1.3.2, Mono 3.2.1, MonoDevelop 4.0.9, GCC 4.8.2. Для встановлення доступні такі робочі середовища: KDE 4.11.4, GNOME 3.10.2.1, Xfce 4.10, MATE 1.6, LXDE, Razor-Qt 0.5.2, Cinnamon 2.0, Enlightenment 0.17.5, Openbox, PekWM, Awesome і т.д.
19 червня 2015 року вийшов реліз п'ятої версії Mageia. До випуску увійшли RPM 4.12, Kernel 3.19, Syslinux 6.03, systemd 217, Mesa 10.5.7., MonoDevelop 5.7.0,  LibreOffice 4.4, GCC 4.9.2, GDB 7.8.1, Valgrind 3.10.1. Для встановлення доступні такі  робочі середовища: KDE 5.5, Qt 5.4.0, GTK+ 3.14.8., GNOME 3.14. і т.д.